# Pterolophia rubra
Pterolophia rubra là một loài bọ cánh cứng trong họ Cerambycidae.